# Eupithecia relaxata
Eupithecia relaxata är en fjärilsart som beskrevs av Karl Dietze 1904. Eupithecia relaxata ingår i släktet Eupithecia och familjen mätare. Inga underarter finns listade i Catalogue of Life.